# Hydaticus poecilus
Hydaticus poecilus är en skalbaggsart som beskrevs av Régimbart 1895. Hydaticus poecilus ingår i släktet Hydaticus och familjen dykare. Inga underarter finns listade i Catalogue of Life.